# Chorrochó
Chorrochó este un oraș în unitatea federativă Bahia (BA) din Brazilia.